# Othon Valentim Filho
Othon, właśc. Othon Valentim Filho (ur. 20 grudnia 1944 w Leopoldinie, zm. 22 maja 2024 tamże) – piłkarz i trener brazylijski, występujący na pozycji napastnika.

## Kariera klubowa
W czasie kariery piłkarskiej Othon grał w Botafogo FR.

## Kariera reprezentacyjna
W 1964 roku Othon uczestniczył w Igrzyskach Olimpijskich w Tokio. Na turnieju Othon był rezerwowym i nie wystąpił w żadnym meczu grupowym reprezentacji Brazylii.
W 1963 roku uczestniczył w Igrzyska Panamerykańskich, które Brazylia wygrała. Othon na igrzyskach wystąpił we wszystkich czterech meczach z Urugwajem, USA, Chile i Argentyną. Othon w każdym z tych meczu strzelał bramkę.

## Kariera trenerska
Po zakończeniu piłkarskiej kariery Othon został trenerem. Prowadził Ribeiro Junqueira, Botafogo FR, Al-Shabab SC, Al-Hilal (Rijad), Al-Wahda Abu Zabi, América (MG), Al-Jazira Club, Fluminense FC, Joinville, Entrerriense, São José, Goiás EC, Goiânię, Atlético Goianiense i Ettifaq FC. Z Goiás zdobył mistrzostwo stanu Goiás – Campeonato Goiano w 1996 roku.